# Bayley et Sasha Banks
 (août 2021).
Palmarès
6 fois Championne féminine de Raw - Sasha Banks (5), Bayley (1)
2 fois championne féminine de SmackDown - Bayley (2)
2 fois championnes féminines par équipe de la WWE
Bayley et Sasha Banks (ou appelé The Boss 'n' Hug Connection) étaient une équipe de catcheuses Heel, composée de Bayley et Sasha Banks. Elles travaillent actuellement à la World Wrestling Entertainment, dans la division SmackDown.

## Histoire du groupe

### World Wrestling Entertainment (2016-...)

#### Alliances sporadiques (2013-2018)
Les deux femmes commencèrent à faire équipe occasionnellement à NXT,  puis à Raw. Mais en 2018 à Raw, des tensions se sont installées entre les deux femmes, jusqu'au 16 juillet, où Sasha Banks finit par avouer à sa partenaire qu'elle l'aime. La semaine suivante à Raw, après avoir battu deux catcheuses locales, elles se réconcilient en se faisant un câlin.

#### Championnes féminines par équipe de la WWE & double Championne féminine deSmackDown(2019)
Le 17 février 2019 à Elimination Chamber, elles deviennent les premières Championnes féminines par équipe de la WWE en battant Mandy Rose, Sonya Deville, Nia Jax, Tamina, Liv Morgan, Sarah Logan, les IIconics, Naomi & Carmella dans un Elimination Chamber Match.  Le 10 mars à Fastlane, elles conservent leurs titres en battant Nia Jax & Tamina. 
Le 7 avril à WrestleMania 35, elles perdent un Fatal 4-Way Tag Team Match face aux IIconics, ne conservant pas leurs titres, ce match incluant également Nia Jax, Tamina Snuka & les Divas of Doom. À la suite de l'absence de sa partenaire, Bayley entame une carrière en solo, & le 16 avril à SmackDown Live, lors du Superstar Shake-Up, elle est transférée au show bleu. Le 19 mai à Money in the Bank, elle remporte le Women's Money in the Bank Ladder Match en décrochant la mallette, battant Nikki Cross, Naomi, Carmella, Natalya, Dana Brooke & Mandy Rose (accompagnée de Sonya Deville). Plus tard dans la soirée, elle utilise son contrat sur Charlotte Flair, qui avait battu Becky Lynch pour le titre féminin de SmackDown, & le remporte pour la première fois de sa carrière

#### Retour de Sasha Banks,Heel Turn, re-formation & Championnes féminines par équipe de la WWE (2019-2020)
Le 12 août 2019 à Raw, Sasha Banks fait son retour, réconforte Natalya en lui faisant un câlin, puis l'attaque, effectuant ainsi un Heel Turn. Le 2 septembre à Raw, Bayley & Becky Lynch battent Alexa Bliss & Nikki Cross par disqualification, à la suite de l'intervention extérieure de The Legit Boss sur la championne féminine du show rouge. La championne de SmackDown empêche son amie de la frapper avec une chaise en la lui enlevant des mains, mais l'utilise à son tour sur l'Irlandaise, effectuant aussi un Heel Turn & reformant une alliance avec sa camarade. Le 15 septembre à Clash of Champions, Sasha Banks bat Becky Lynch par disqualification, mais ne remporte pas le titre féminin de Raw. Bayley, de son côté, conserve son titre en battant Charlotte Flair.
Le 6 octobre à Hell in a Cell, Sasha Banks ne remporte pas le titre féminin de Raw, battue par Becky Lynch dans un Hell in a Cell Match. De son côté, Bayley perd face à Charlotte Flair, ne conservant pas son titre. Après le combat, elle se frustre, puis fond en larmes. Le 11 octobre à SmackDown, Sasha Banks est annoncée être transférée au show bleu par Stephanie McMahon. Bayley, quant à elle, arbore un nouveau look, une nouvelle attitude, détruit les Bayley Buddies, confirmant son Heel Turn, bat Charlotte Flair et remporte le titre féminin de SmackDown pour la seconde fois. Après le match, elle invite l'univers de la WWE à «aller se faire foutre». Le 24 novembre à Survivor Series, la team SmackDown (Sasha Banks, Nikki Cross, Dana Brooke, Carmella & Lacey Evans) perd le 5-Women Traditional Survivor Series Elimination Match face à la team NXT (Rhea Ripley, Toni Storm, Candice LeRae, Bianca Belair & Io Shirai), ce match incluant également la team Raw (Charlotte Flair, Natalya, Sarah Logan, Asuka & Kairi Sane). La championne de SmackDown, elle, perd le Champion vs Champion vs Champion Triple Threat Match face à la championne féminine de NXT, Shayna Baszler, ce match incluant également la championne féminine de Raw, Becky Lynch.
Le 26 janvier 2020 au Royal Rumble, Bayley conserve son titre en battant Lacey Evans. Le 27 février à Super ShowDown, la championne de SmackDown conserve son titre en battant Naomi. Le 5 avril à WrestleMania 36, Bayley conserve son titre en battant Lacey Evans, Sasha Banks, Naomi & Tamina dans un Fatal 5-Way Elimination Match.
Le 5 juin à SmackDown, elles redeviennent Championnes féminines par équipe de la WWE en battant Nikki Cross & Alexa Bliss. Le 14 juin à Backlash, elles conservent leurs titres en battant Nikki Cross, Alexa Bliss & les IIconics dans un Triple Threat Tag Team Match. Le 17 juin à NXT, elles conservent leurs titres en battant Shotzi Blackheart et Tegan Nox. Le 22 juin à Raw, elles conservent leurs titres en battant les IIconics. Après le combat, Banks défie Asuka pour le titre féminin de Raw à Extreme Rules, ce que la Japonaise accepte. Le 29 juin à Raw, Sasha Banks et Dolph Ziggler signent, avec Drew McIntyre & Asuka, leurs contrats respectifs pour leurs matchs à Extreme Rules. Plus tard dans la soirée, le couple d'aspirants bat le couple de champions dans un Mixed Tag Team Match. Le 13 juillet à Raw, elles conservent leurs titres en battant les Kabuki Warriors (Asuka & Kairi Sane).

#### The Golden Role Models, séparation & rivalité (2020)
Le 19 juillet à Extreme Rules, Bayley conserve son titre en battant Nikki Cross. Plus tard dans la soirée, lors du combat entre Asuka & Sasha Banks pour le titre féminin de Raw, elle remplace l'arbitre du match, aspergé accidentellement par le Green Mist de la Japonaise, puis effectue elle-même le compte de trois en faveur de sa partenaire, faisant terminer le match en No Contest. Le 27 juillet à Raw, The Legit Boss devient officiellement la nouvelle championne féminine de Raw en battant Asuka par Count Out (aidée par Bayley qui a attaqué Kairi Sane dans les coulisses). Le 23 août à SummerSlam, la championne de SmackDown conserve son titre en battant The Empress of Tomorrow. Mais plus tard dans la soirée, Sasha Banks perd face à la Japonaise par soumission, ne conservant pas son titre. Le lendemain à Raw, The Blueprint ne remporte pas le titre féminin de Raw, battue par The Empress of Tomorrow dans un Lumberjack Match. Le 30 août à Payback, Bayley & Sasha Banks perdent face à Shayna Baszler & Nia Jax par soumission, ne conservant pas leurs titres. Le 4 septembre à SmackDown, Bayley & Sasha Banks ne remportent pas les titres féminins par équipe de la WWE, battues par Nia Jax & Shayna Baszler. Après le combat, la championne de SmackDown attaque & tabasse sa désormais ex-partenaire, ce qui provoque la séparation du duo. Le 27 septembre à Clash of Champions, après la défaite de Bayley par disqualification face à Asuka pour le titre féminin de SmackDown (qui conserve son titre), Sasha Banks attaque sa ex-coéquipière, la contraignant à s'enfuir, effectuant ainsi un Face Turn. 
Le 2 octobre à SmackDown, The Legit Boss défie Bayley pour le titre féminin de SmackDown la semaine prochaine. La semaine suivante à SmackDown, Sasha Banks bat Bayley par disqualification, mais ne remporte pas le titre féminin de SmackDown. Plus tard dans la soirée, elle défie à nouveau cette dernière pour le titre, dans un Hell in a Cell Match à Hell in a Cell. Le 16 octobre à SmackDown, The Blueprint signe le contrat de son match face à Bayley pour le titre féminin de SmackDown à Hell in a Cell, que cette dernière refuse de signer. La semaine suivante à SmackDown, elle oblige sa rivale à signer le contrat. Le 25 octobre à Hell in a Cell, Sasha Banks devient la nouvelle championne féminine de SmackDown en battant Bayley dans un Hell in a Cell Match, mettant ainsi fin à son règne de 380 jours, ce qui fait qu'elle devient la 4e Triple Crown Champion, ainsi que la 3e Grand Slam Champion. Le 30 octobre à SmackDown, Bayley défie Sasha Banks dans un match revanche pour le titre féminin de SmackDown la semaine prochaine. La semaine suivante à SmackDown, The Legit Boss conserve son titre en battant Bayley. Après le combat, elle subit un Superkick & un X-Factor de la part de Carmella, qui effectue son retour dans le show bleu.

## Palmarès
- World Wrestling Entertainment
  - 6 fois Championne féminine de Raw - Sasha Banks (5), Bayley (1)
  - 2 fois Championne féminine de SmackDown - Bayley (1), Sasha Banks (1)
  - 2 fois Championnes féminines par équipe de la WWE (premières)[43]
  - 1 fois Miss Money in the Bank - Bayley (2019)
  - 1 fois Elimination Chamber (2019)